# Smak miodu
Smak miodu (ang. A Taste of Honey) – brytyjski dramat filmowy w reżyserii Tony’ego Richardsona z 1961. Adaptacja sztuki Shelagh Delaney.  
Film jest jednym z najważniejszych dzieł angielskiej odmiany Nowej Fali, czyli "młodych gniewnych".

## Treść[2][3]
Jo jest szesnastoletnią, nieatrakcyjną dziewczyną, której matka, Helen, prowadzi swobodne i rozrywkowe życie. Helen porzuca w końcu córkę i odchodzi z nowo poznanym kochankiem, Peterem. Jo próbuje odnaleźć się w nowej sytuacji. Znajduje pracę i wynajmuje mieszkanie. Nawiązuje też romans z czarnoskórym marynarzem Jimmym, który jednak, po krótkiej znajomości, wypływa w morze, a Jo odkrywa, że jest w ciąży.
Wsparciem dla niej okazuje się przyjaźń z Geoffem, nieśmiałym chłopcem, nie tolerowanym przez otoczenie za skłonności homoseksualne. Jo przygarnia go do swojego domu, a Geoff pomaga jej w opiece nad dzieckiem. Wszystko układa się dobrze do czasu aż powraca Helen, rozczarowana związkiem z Peterem. Wyrzuca Geoffa i wprowadza się do domu córki.

## Obsada
- Rita Tushingham - Josephine ("Jo")
- Dora Bryan - Helen
- Robert Stephens - Peter Smith
- Murray Melvin - Geoffrey Ingham
- Paul Danquah - Jimmy

## Nagrody i wyróżnienia
Film w 1962 roku zdobył nagrodę  BAFTA w kilku kategoriach:
- Najlepszy film brytyjski (Tony Richardson)
- Najlepsza aktorka brytyjska (Dora Bryan)
- Najbardziej obiecujący pierwszoplanowy debiut aktorski (Rita Tushingham)
- Najlepszy scenariusz brytyjski (Shelagh Delaney, Tony Richardson)

Film był też nominowany do BAFTA w Kategoriach: 
- Najlepszy film z jakiegokolwiek źródła
- Najbardziej obiecujący pierwszoplanowy debiut aktorski (Murray Melvin)